# Топхане (фонтан)

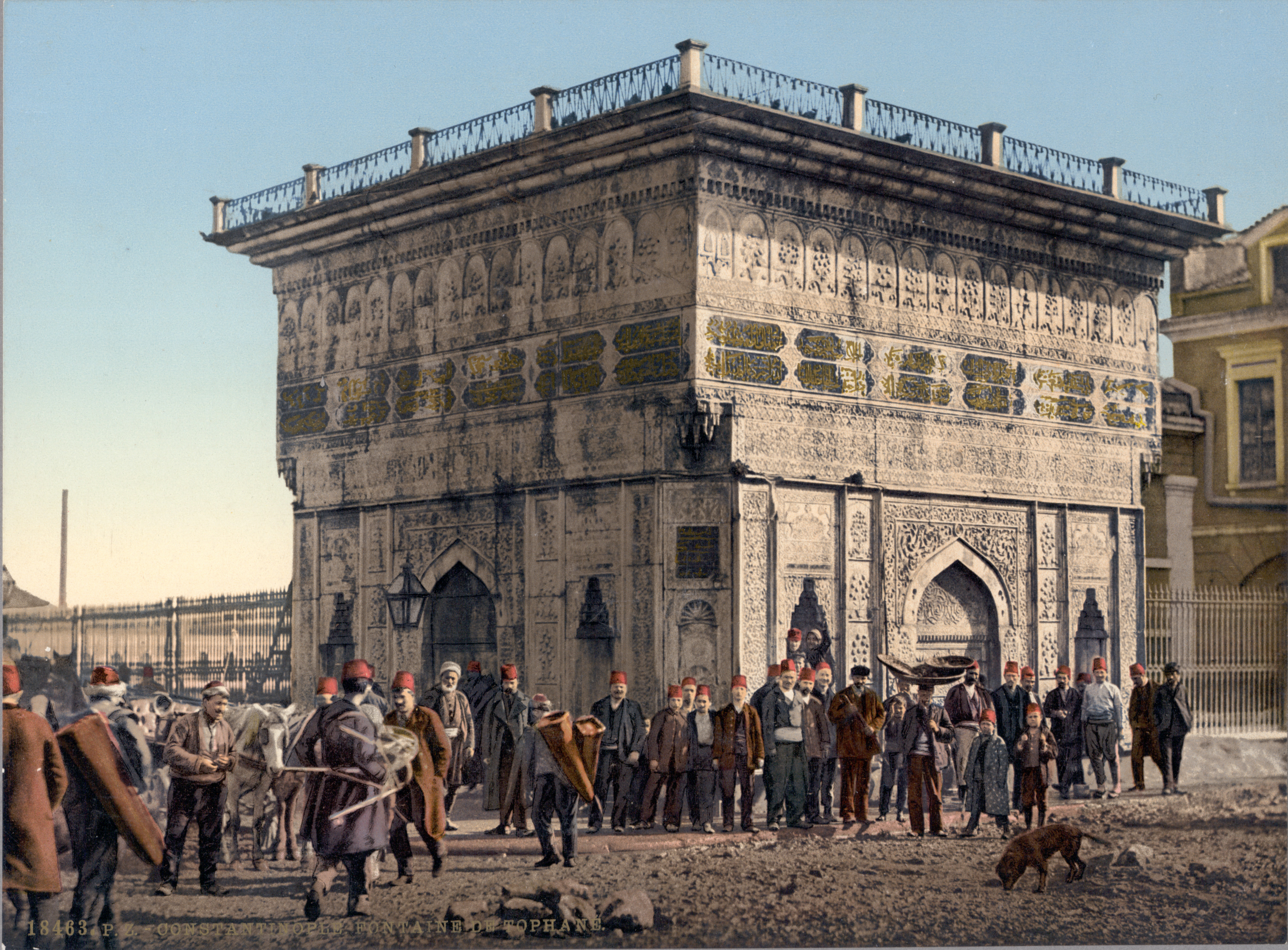
Фонтан Топхане в 1890-1900-ті роки.

41°01′36″ пн. ш. 28°58′52″ сх. д. / 41.02666667° пн. ш. 28.98111111° сх. д.
Фонтан Топхане (тур. Tophane Çeşmesi) — громадський фонтан у Стамбулі, зведений у XVIII столітті під час правління османського султана Махмуда I в архітектурному стилі османське рококо. Він розташований на площі Топхане, в стамбульському районі Бейоглу.

## Історія
Сабіль, громадський фонтан для забезпечення питною водою подорожніх та ритуальних обмивань, почав зводитися за наказом султана Махмуда I (правив у 1730—1754 роках). Він був побудований в 1732 році, в епоху, коли будівництва безлічі фонтанів надавалося велике значення.
Фонтан Топхане знаходиться на площі, яка утворюється при перетині вулиць Топхане Іскелеси і Неджатибей. Він межує з комплексом Килича Алі-паші на південному заході, мечеттю Нусретіє на північному сході, майстернями Топхане на північному заході і набережною на південному сході.
Фонтан пережив дві значні реконструкції. Перша була проведена в 1837 році, в результаті якої дах будівлі був повністю змінений: з плоского він отримав форму тераси. Друга — в 1956—1957 роках, коли вона відбувалася в рамках міських перетворень. Дах і широкі карнизи були перебудовані у відповідності з оригінальними формами, зображеними на гравюрах.
У 2006 році один із найбільших турецьких конгломератів зайнявся реконструкцією і очищенням фонтану. В результаті, фонтан знову запрацював як джерело питної води.

## Архітектура
Фонтан був побудований як автономна структура у вигляді «майданного фонтану» (тур. meydan çeşmesi). Він схожий на пам'ятник, але архітектурно інтегрований в комплекс Килича Алі-паші (побудований в 1580 році), розташований поруч. Він має переважно квадратну форму в плані. У нижній половині фонтан має восьмикутну структуру, яка перетворюється в квадратну у верхній половині з допомогою стільникового склепіння.
Фонтан був споруджений за проектом придворного архітектора Кайсері Мехмед-аги в архітектурному стилі османське рококо, характерного для Епохи тюльпанів (1703—1757). Він прикрашений орнаментом, що демонструє перехід від класицизму до стилю рококо. Його зовнішній вигляд схожий з фонтаном Ахмеда III в палаці Топкапи (1729) і фонтаном Ахмеда III в Ускударі (1729).
Ніші фонтану і стрілчасті арки виконані в османському стилі, карниз — у стилі бароко. Фонтан прикрашений 23-каратною золотою фольгою, що використовувалася при реставрації палацу Топхане у 2006 році.
На стелі фонтану розташовано напис, що належить поетові Нахифі і виконана в арабській каліграфії.